# Skrócenie „-o” wygłosowego
Skrócenie „-o” wygłosowego – zjawisko fonetyczne występujące w łacinie. Polega na tym, że ostatnia sylaba wyrazów zakończonych na '-o' długie zaczęło od połowy I wieku n.e. ulegać irracjonalnemu skróceniu. Objawia się to tym, że w poezji staje się ona obojętna co do długości, podczas gdy w prozie i języku mówionym jest krótka.
Zjawisko to sporadycznie obserwuje się już w I wieku p.n.e., ograniczone jest jednak do wyrazu nescio. Od połowy I wieku n.e. zaczyna ono zataczać coraz szersze kręgi, by pod koniec starożytności objąć wszystkie końcowe '-o' długie. Z różnych form gramatycznych kończących się na '-o' skróceniu najdłużej opierał się ablativus gerundii.